# شهر التراث العربي الأمريكي
يقام الشهر الوطني للتراث العربي (NAAHM) في شهر نيسان\أبريل. يحتفل بتراث وثقافة عرب أمريكا ويُشاد فيه بمساهمات الأمريكيين العرب والأمريكيين الناطقين بالعربية.

## التاريخ
في بداية عقد تسعينيات القرن العشرين، احتُفل بالتراث العربي الأمريكي بشكل متقطع في ولايات مختلفة في أوقات مختلفة من العام، وخاصة في المناطق التعليمية. لم يكن الأمر كذلك حتى عام 2017 عندما بدأت أمريكا العربية مبادرة وطنية للتنسيق بين جميع الدول في إطار الشهر الوطني العربي الأمريكي للتراث. في 30 أبريل 2019، طلبت منظمات عربية أمريكية من عضوة الكونغرس ديبي دينغيل إصدار قرار في الكونجرس بإعلان الشهر القومي العربي الأمريكي للتراث. ثم قُدّم إلى المجلس في 30 أبريل 2019، قبل إحالته إلى لجنة الرقابة والإصلاح بمجلس النواب. كان الإنجاز الأكبر والأكثر وعدًا نحو الاعتراف الفيدرالي بشهر أبريل باعتباره الشهر الوطني للتراث العربي الأمريكي هو الإعلان الذي نشرته وزارة الخارجية (الولايات المتحدة)، الذي أنجز في 1 أبريل 2021، الذ توّج الجهود التي بذلها المحامي والمؤلف السوري الأمريكي المستقل بيير صبح.
تم تقديم مشروع قانون مماثل في مجلس النواب في 1 مايو 2020، لدعم تحديد شهر التراث العربي الأمريكي ولكن لم يتم تمريره.
بعض الولايات الفردية (مثل كومنولث فيرجينيا) و 26 ولاية أخرى اعتبرت شهر أبريل شهر التراث العربي الأمريكي في وقت مبكر قبل إعلان أي اعتراف فيدرالي. لم يصدر أول اعتراف على المستوى الفيدرالي حتى 19 أبريل 2021، حيث نُشر كرسالة من البيت الأبيض -من الرئيس جو بايدن - يعترف بشهر أبريل باعتباره شهر التراث العربي الأمريكي، أو ما يسمى NAAHM.

## التطورات
اعترفت وزارة الخارجية (الولايات المتحدة) وأقرّت شهر أبريل باعتباره الشهر الوطني العربي الأمريكي للتراث. وصُرحت في إعلانٍ عامّ في 1 أبريل 2021، عبر قنوات التواصل الاجتماعي الرسمية الخاصة بهم بأن «الأمريكيون من أصول عربية هم جزء كبير من نسيج هذه الأمة، والأمريكيون العرب ساهموا في كل مجال ومهنة.»
اعتراف وزارة الخارجية بشهر أبريل باعتباره الشهر الوطني للتراث العربي الأمريكي قد تأثر بشكل أساسي بجهود المناصرة المستقلة في جميع أنحاء الولايات المتحدة التي تدعو إلى الشمولية. أبرزها حملة العريضة والتغيير الاجتماعي التي قادها بيير صبح، خبير الأعمال والمؤلف الأمريكي من أصول شرق أوسطية، حيث نظّم حملة توعية اجتماعية ممولة ذاتيًااستخدم خلالها أكثر من 250 لوحة إعلانية في جميع أنحاء البلاد يطلب من الحكومة الفيدرالية الاعتراف بشهر أبريل باعتباره شهر التراث العربي الأمريكي الوطني وإصدار إعلان رسمي بذلك. دعت حملته للتغيير الاجتماعي إلى الاعتراف بأنه حاسم لأنه يحتفي بالتراث الشرق أوسطي في مكافحة المشاعر المعادية للعرب بعد أحداث 11 أيلول / سبتمبر والتعرف على الصعوبات الاجتماعية التي يواجهها الأمريكيون العرب كل يوم في مجتمعاتهم.
في 19 أبريل 2021، تلقّت المؤسسة العربية الأمريكية والمؤسسة العربية الأمريكية رسالة استجابة لدعوة وجهوها للرئيس جو بايدن، هنأهم فيها بالاحتفال بالشهر الوطني للتراث العربي الأمريكي. وأشاد بمهمتهم واعترف رسميًا بشهر أبريل باعتباره الشهر الوطني العربي الأمريكي للتراث. أول اعتراف من قبل رئيس حالي في تاريخ الولايات المتحدة.